# 10 janvier 1985
Le jeudi 10 janvier 1985 est le 10e jour de l'année 1985.

## Naissances
- Añete, footballeur espagnol
- Abd El Fattah Grini, chanteur marocain
- Alex Meraz, acteur américain
- Alexandre Pougatchev, homme d'affaires français
- Anette Sagen, sauteuse à ski norvégienne
- Anna Gourianova, joueuse russe de volley-ball
- Bader Al-Mutawa, joueur koweïtien de football
- Chaker Zouaghi, joueur tunisien de football
- Christian Stucki, lutteur suisse
- Chuang Chia-jung, joueuse de tennis taïwanaise
- Claudio Capéo, chanteur français
- Craig Lewis, coureur cycliste américain
- Daniel Colindres, joueur costaricain de football
- Dennis Alas, joueur salvadorien de football
- Georgi Hristov, joueur bulgare de football
- Mark Korir, athlète kényan, spécialiste des courses de fond
- Martiño Rivas, acteur espagnol
- Mehrzad Madanchi, joueur iranien de football
- Nguyễn Đặng Minh Mẫn, militante vietnamienne pour les droits de l'homme
- Robert Nilsson, joueur suédois de hockey sur glace
- Sofía Ifadídou, athlète grecque
- Steven Scott, tireur sportif britannique
- Yohann Malory, auteur-compositeur-interprète français

## Décès
- Anton Karas (né le 7 juillet 1906), compositeur autrichien, cithariste et compositeur de musique de films
- José Luis Salinas (né le 11 février 1908), auteur de bande dessinée argentin
- Mary Kenneth Keller (née le 17 décembre 1913), religieuse catholique romaine américaine, informaticienne et mathématicienne, ainsi que la première femme à avoir obtenu un doctorat en informatique aux États-Unis
- Pierre Gavaudan (né le 25 juillet 1905), biologiste français

## Événements
- Début de l'émission Télématin sur France 2